# Falling Home
Falling Home è il nono album in studio del gruppo musicale svedese Pain of Salvation, pubblicato nel 2014.
Si tratta di un album acustico che contiene versioni di precedenti lavori, cover e inediti.

## Tracce
1. Stress – 5:32
2. Linoleum – 4:57
3. To The Shoreline – 3:05
4. Holy Diver (Dio cover) – 4:34
5. 1979 – 2:50
6. Chain Sling – 4:07
7. Perfect Day (Lou Reed cover) – 4:51
8. Mrs. Modern Mother Mary – 4:23
9. Flame to the Moth – 4:30
10. Spitfall – 6:42
11. Falling Home – 3:05

## Formazione
- Daniel Gildenlöw - voce, chitarre
- Ragnar Zolberg - voce, chitarre
- Gustaf Hielm - basso, voce
- Daniel Karlsson - piano, organo, voce
- Léo Margarit - batteria, voce